# Котли (округ)
Котли (англ. Kotli District) — один из 10 округов пакистанской территории Азад-Кашмир.

## Географическое положение
Котли граничит с округами округом Пунч и округом Судхнати на севере, Мирпуром и Бхимбером на юге, индийской союзной территорией Джамму и Кашмир на востоке; на западе округ граничит с провинциями Пенджаб и Хайбер-Пахтунхва.
Округ административно делится на 4 техсила и имеет пять мест в провинциальной ассамблее Азад-Кашмира.